# Doricha enicura
Doricha enicura là một loài chim trong họ Chim ruồi.